# Bahnhof Atsugi
Der Bahnhof Atsugi (jap. 厚木駅, Atsugi-eki) ist ein Bahnhof auf der japanischen Insel Honshū, der gemeinsam von den Bahngesellschaften Odakyū Dentetsu und JR East betrieben wird. Er befindet sich in der Präfektur Kanagawa auf dem Gebiet der Stadt Ebina.

## Verbindungen
Atsugi ist ein Kreuzungsbahnhof, an dem sich zwei Linien auf unterschiedlichen Ebenen kreuzen. Es handelt sich einerseits um die Odakyū Odawara-Linie der Bahngesellschaft Odakyū Dentetsu zwischen Shinjuku und Odawara, andererseits um die Sagami-Linie von JR East zwischen Hashimoto und Chigasaki. Vom Verkehrsaufkommen her ist die Odawara-Linie die bedeutendere. Auf ihr halten tagsüber in der Regel sechs Nahverkehrszüge je Stunde von Shinjuku nach Hon-Atsugi (die Endstation ist in einigen Fällen auch weiter südlich). Morgens und abends kommen mehrere Eilzüge hinzu, die in Yoyogi-Uehara von und zur Chiyoda-Linie der U-Bahn Tokio durchgebunden werden. Auf der Sagami-Linie fahren Nahverkehrszüge während der Hauptverkehrszeit alle 15 Minuten, tagsüber alle 20 Minuten und spätabends im Halbstundentakt. Während der Hauptverkehrszeit fahren einzelne Züge von Hashimoto aus weiter auf der Yokohama-Linie nach Hachiōji. Buslinien erschließen den Bahnhof nicht.

## Anlage
Der Turmbahnhof steht im Stadtteil Karawaguchi nahe dem Ufer des Sagami, nicht etwa in der benachbarten Stadt Atsugi, nach der er benannt ist. Von Nordosten nach Westen ausgerichtet ist der leicht gekrümmte, von einem Glasdach überdachte Hochbahnhof der Odakyū Odawara-Linie. Er besitzt zwei Gleise an zwei Seitenbahnsteigen. Der Viadukt überbrückt eine Hauptstraße und bildet gleichzeitig die Fortsetzung der Sagami-Brücke. Aufzüge und Treppen führen zur Straßenebene hinunter. Dort steht ebenerdig das Empfangsgebäude der Sagami-Linie, die von Norden nach Süden ausgerichtet ist. Dieser Bahnhofteil verfügt über ein Gleis an einem Seitenbahnsteig. Parallel zur Sagami-Linie erstreckt sich in nördlicher Richtung eine Abstellanlage mit acht Gleisen. Auf ihr wenden die Züge der in Ebina endenden Sōtetsu-Hauptlinie von Sagami Tetsudō; außerdem werden hier sporadisch Güterzüge von JR Freight rangiert.
Im Fiskaljahr 2019 nutzten durchschnittlich 27.150 Fahrgäste täglich den Bahnhof. Davon entfielen 20.287 auf die Odakyū Odawara-Linie und 6863 auf die Sagami-Linie.

## Bilder

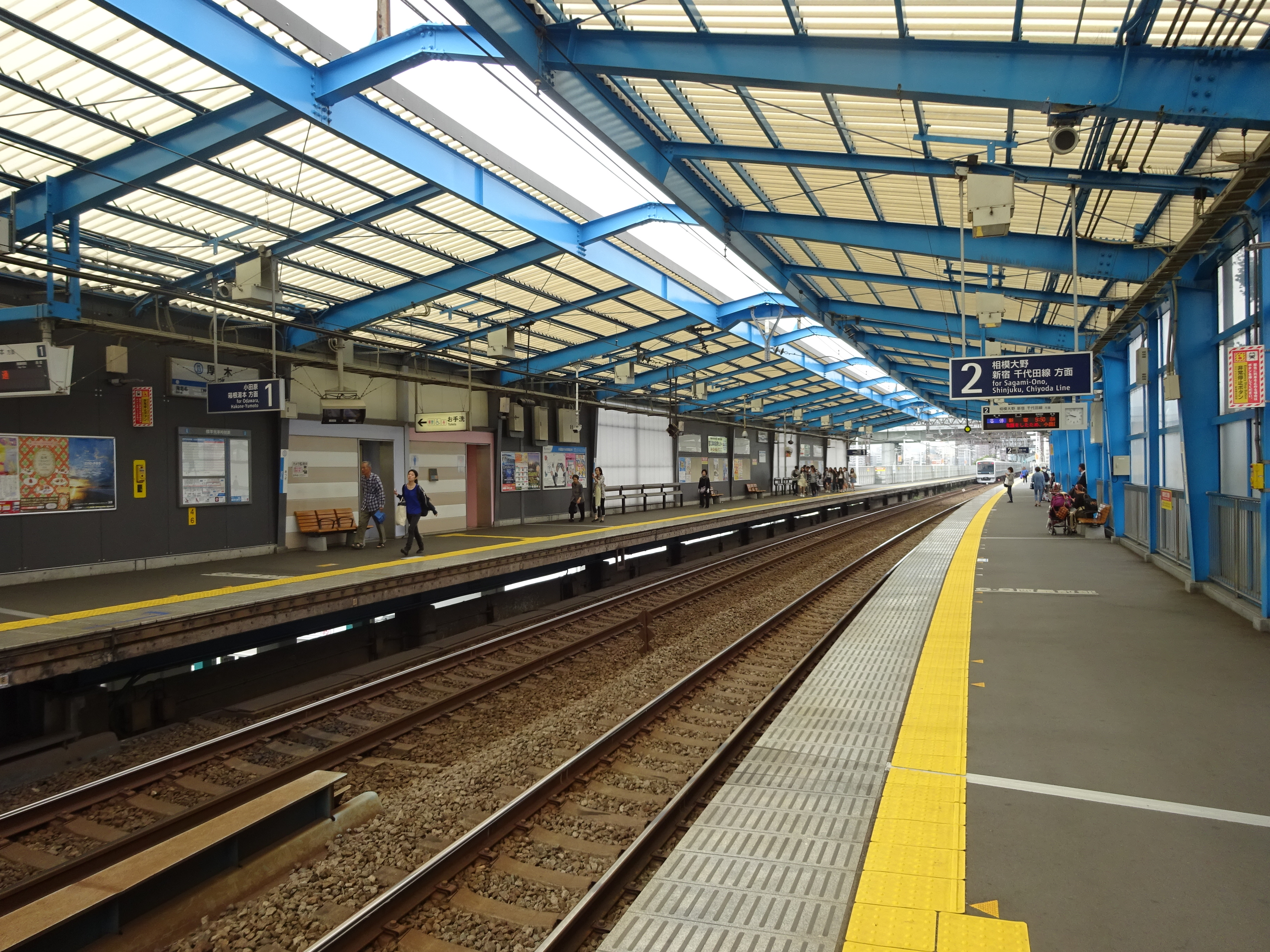
Bahnsteige der Odawara-Linie
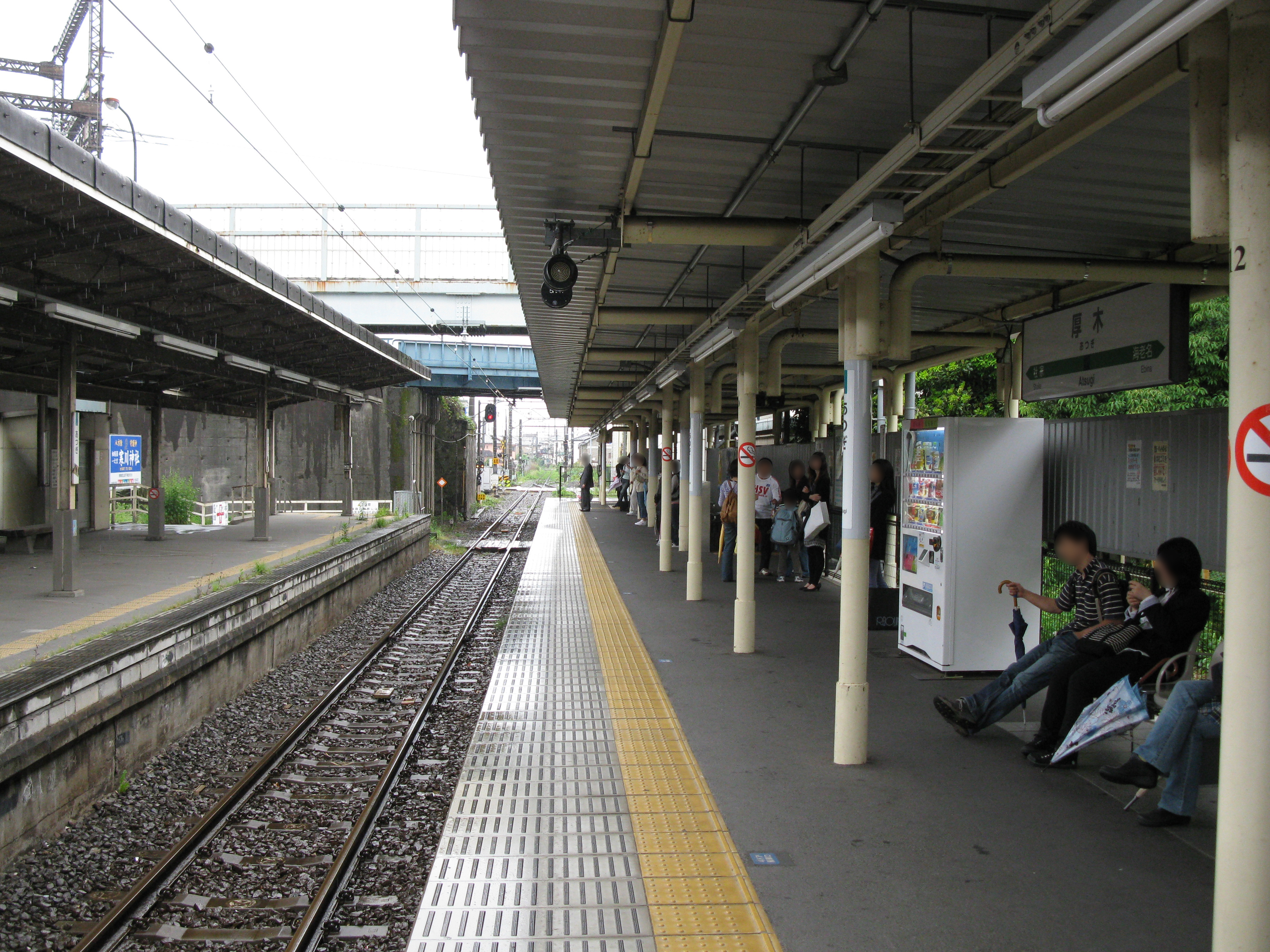
Bahnsteig der Sagami-Linie
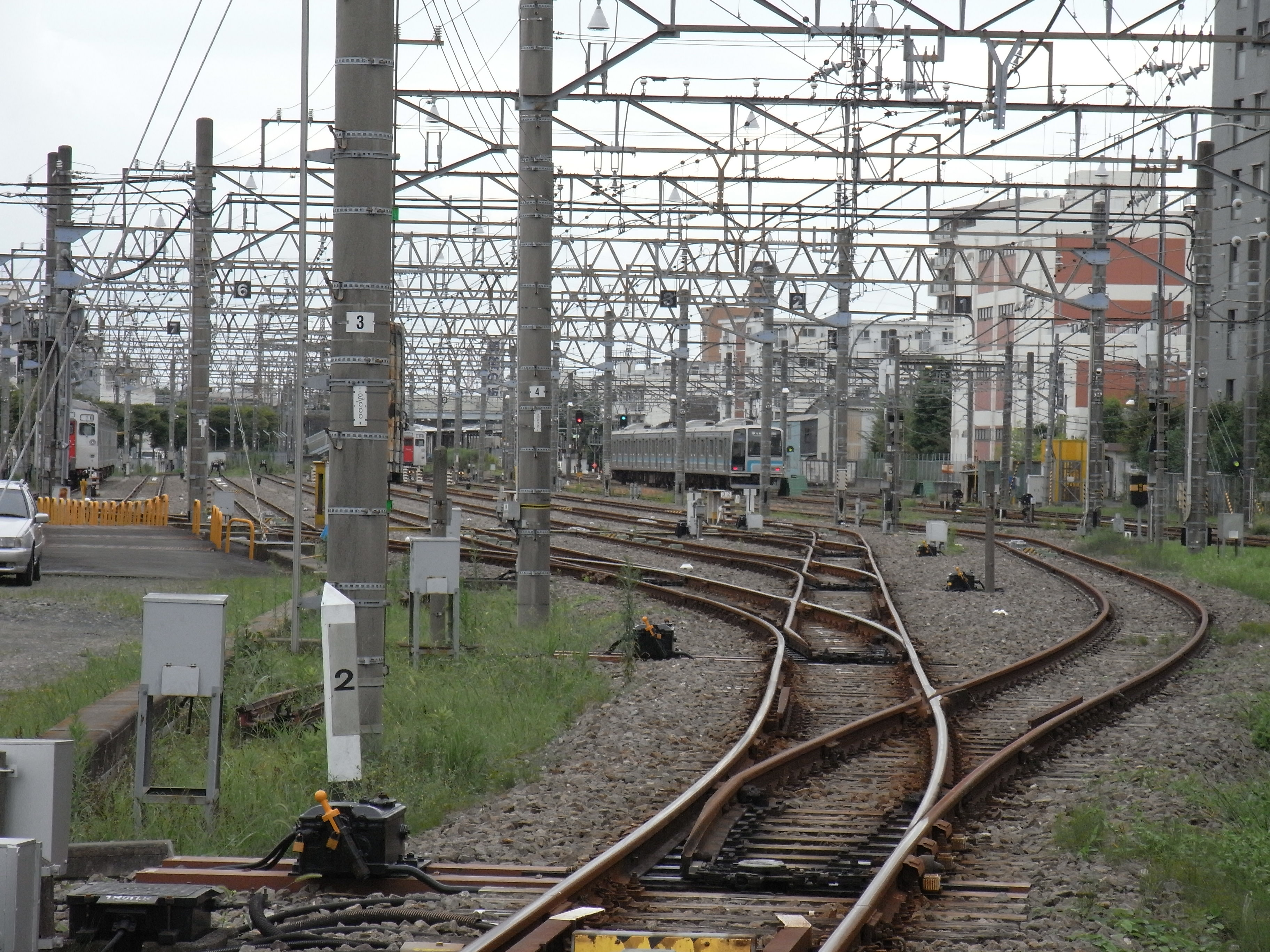
Abstellanlage entlang der Sagami-Linie
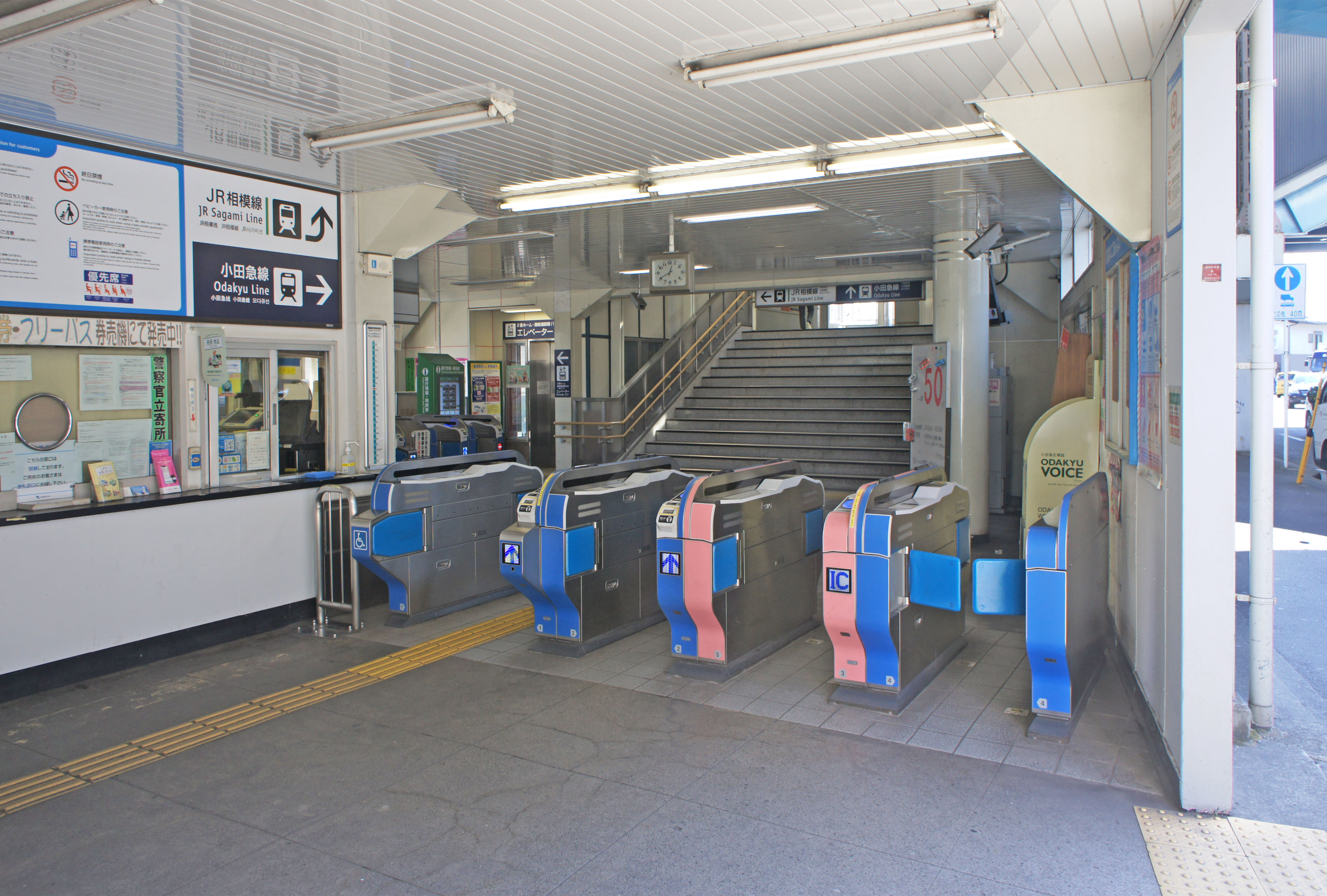
Fahrkartenschalter der Odakyu Electric Railway/JR East/Atsugi Station

## Gleise
Odakyū Dentetsu
| 1 | ▉ Odakyū Odawara-Linie | Shin-Matsuda • Odawara • Hakone-Yumoto    |
| 2 | ▉ Odakyū Odawara-Linie | Shin-Yurigaoka • Yoyogi-Uehara • Shinjuku |

JR East
| 1 | ▉ Sagami-Linie | Hashimoto • Chigasaki |

## Linien
| Verlauf der Sagami-Linie |
| --- |
| Chigasaki • Kita-Chigasaki • Kagawa • Samukawa • Miyayama • Kurami • Kadosawabashi • Shake • Atsugi • Ebina • Iriya • Sōbudaishita • Shimomizo • Harataima • Banda • Kamimizo • Minami-Hashimoto • Hashimoto |

| Verlauf der Odakyū Odawara-Linie |
| --- |
| Shinjuku • Minami-Shinjuku • Sangūbashi • Yoyogi-Hachiman • Yoyogi-Uehara • Higashi-Kitazawa • Shimo-Kitazawa • Setagaya-Daita • Umegaoka • Gōtokuji • Kyōdō • Chitose-Funabashi • Soshigaya-Ōkura • Seijōgakuen-mae • Kitami • Komae • Izumi-Tamagawa • Noborito • Mukōgaoka-Yūen • Ikuta • Yomiuriland-mae • Yurigaoka • Shin-Yurigaoka • Kakio • Tsurukawa • Tamagawagakuen-mae • Machida • Sagami-Ōno • Odakyū-Sagamihara • Sōbudai-mae • Zama • Ebina • Atsugi • Hon-Atsugi • Aikō-Ishida • Isehara • Tsurumaki-Onsen • Tōkaidaigaku-mae • Hadano • Shibusawa • Shin-Matsuda • Kaisei • Kayama • Tomizu • Hotaruda • Ashigara • Odawara |

## Geschichte
Am 12. Mai 1926 eröffnete die Bahngesellschaft Jinchū Tetsudō den ersten Abschnitt der heutigen Sōtetsu-Hauptlinie zwischen Futamatagawa und Atsugi. Der Bahnhof liegt seit jeher in Ebina und nicht etwa in der Stadt Atsugi am gegenüberliegenden Ufer des Sagami. Dies ist darauf zurückzuführen, dass die Bahngesellschaft zwar die Strecke dorthin verlängern wollte, aber nicht genügend finanzielle Mittel hatte, um eine Brücke über den Fluss zu errichten. Hinzu kam die Tatsache, dass Ebina damals ein kleines Dorf und weitaus weniger bekannt war. Am 15. Juli 1926 erreichte die Sagami Tetsudō ebenfalls Atsugi, indem sie die heutige Sagami-Linie von Kurumi bis hierhin verlängerte. Als die Odawara Kyūkō Tetsudō (heutige Odakyū Dentetsu) am 1. April 1927 die gesamte Odakyū Odawara-Linie zwischen Shinjuku und Odawara in Betrieb nahm, eröffnete sie in unmittelbarer Nachbarschaft einen eigenen Bahnhof, dem sie den Namen Kawaraguchi (河原口) gab. Schließlich erfolgte am 29. April 1931 die Verlängerung der Sagami-Linie von Atsugi nach Hashimoto.
Züge der Jinchū Tetsudō befuhren die Odakyū-Gleise bis Hon-Atsugi, hielten aber ab 25. November 1941 nicht mehr in Atsugi. Am 1. April 1943 ging die Bahngesellschaft in der Sagami Tetsudō auf. Diese wiederum musste am 1. Juni 1944 aufgrund einer Anordnung der Regierung die Sagami-Linie an das Eisenbahnministerium abtreten, damit der kriegswichtige Güterverkehr rationalisiert werden konnte. Am selben Tag benannte die Odakyū Dentetsu ihren Teil des Bahnhofs in Atsugi um. Die Mitbenutzung der Odawara-Linie durch die Sagami Tetsudō endete am 5. November 1964 aufgrund zunehmender Kapazitätsengpässe und die westliche Endstation wurde nach Ebina verlegt. Von 1964 bis 1986 bestand von der Abstellanlage aus ein Anschlussgleis zu einem Zementwerk des Konzerns Onoda Cement (heute Taiheyo Cement); für die Abwicklung des Güterverkehrs war bis 1979 die Sagami Tetsudō verantwortlich, danach die Japanische Staatsbahn.
Mit dem Ersatz der Odakyū-Brücke über den Sagami war auch eine Neukonfiguration der Gleisanlagen im Bahnhof Atsugi und der Neubau des Empfangsgebäudes verbunden; diese Arbeiten waren am 13. Juli 1971 abgeschlossen. Aus Rentabilitätsgründen stellte die Staatsbahn am 1. November 1986 den Güterumschlag ein. Im Rahmen der Staatsbahnprivatisierung ging die Sagami-Linie am 1. April 1987 in den Besitz der neuen Gesellschaft JR East über. Die Umbaumaßnahmen in den Jahren 2007 bis 2009 umfassten eine Verschiebung des Bahnsteigs der Sagami-Linie und die Installation von Aufzügen.